# Le Long Voyage vers la nuit
Pour le film adapté de la pièce, voir Long Voyage vers la nuit.
Le Long Voyage vers la nuit (titre original : Long Day's Journey into Night) est une pièce de théâtre (drame en deux actes) en grande partie autobiographique d'Eugene O'Neill, achevée en 1942, mais créée — et publiée — seulement en 1956, après la mort de son auteur survenue fin 1953. La pièce a également été traduite en français sous le titre Long Voyage du jour à la nuit.

## Synopsis
L'action se déroule pendant une journée du mois d’août 1912 dans la maison d’été de James Tyrone, un acteur de théâtre vieillissant et assez à l’aise financièrement. Chaque membre de la famille Tyrone est aux prises avec une situation difficile : James accepte mal de voir sa carrière décliner. Son épouse, Mary, est une morphinomane qui sort d’une cure de désintoxication. Leur fils aîné, James Jr, est aussi acteur et ne parvient pas à bâtir une carrière. Edmund, le fils cadet, est marin et souffre peut-être de tuberculose.

## Personnages
- James Tyrone, acteur de théâtre vieillissant
- Mary Cavan Tyrone, son épouse morphinomane
- James 'Jamie' Tyrone Jr., leur fils aîné, acteur tentant de faire carrière au cinéma
- Edmund Tyrone, leur fils cadet, marin
- Cathleen, domestique (nommée « Second Girl » dans le manuscrit d’O'Neill)

## Mise en scène

### Création mondiale (enSuède)
- Titre suédois : Lång dags färd mot natt
- Lieu : Théâtre dramatique royal (Kungliga Dramatiska Teatern, abrégé Dramaten), Stockholm
- Date de la première : 10 février 1956
- Date de la dernière : non connue
- Nombre de représentations : 130
- Mise en scène : Bengt Ekerot
- Décors : Georg Magnusson
- Costumes : Gunnar Gelbort

Distribution originale
- Lars Hanson : James Tyrone
- Inga Tidblad : Mary Cavan Tyrone
- Ulf Palme : James Tyrone Jr.
- Jarl Kulle : Edmund Tyrone
- Catrin Westerlund : Cathleen

### Création américaine
- Lieu : Helen Hayes Theatre, Broadway, New York
- Date de la première : 7 novembre 1956[1]
- Date de la dernière : 29 mars 1958
- Nombre de représentations : 390
- Mise en scène : José Quintero
- Décors : David Hays
- Costumes : Sophie Devine (créditée Motley)

Distribution originale
- Fredric March : James Tyrone
- Florence Eldridge : Mary Cavan Tyrone
- Jason Robards[2] : James Tyrone Jr.
- Bradford Dillman : Edmund Tyrone
- Katharine Ross : Cathleen

## Récompenses (en1957)
- Deux Tony Awards (11e cérémonie) décernés[3] :
  - De la meilleure pièce ('Tony Award for Best Play') pour les producteurs ;
  - Et du meilleur acteur dans une pièce ('Tony Award for Best Performance by a Leading Actor in a Play') pour Fredric March.
- Deux Theatre World Awards (prix récompensant chaque année les meilleurs espoirs du théâtre) décernés à Jason Robards et Bradford Dillman.
- Prix Pulitzer de l'œuvre théâtrale, décerné (à titre posthume) à Eugene O'Neill.

## Adaptations
- Long Voyage vers la nuit (Long Day's Journey Into Night), film américain réalisé par Sidney Lumet en 1962, avec Ralph Richardson et Katharine Hepburn
- Long Voyage vers la nuit, retransmission télévisée de la pièce de théâtre jouée au National Theatre de Londres en 1971, avec Laurence Olivier et Constance Cummings